# Darius Garland
Darius Garland (* 26. Januar 2000 in Gary, Indiana) ist ein US-amerikanischer Basketballspieler. Der 1,85 Meter große Point Guard wurde beim Draft-Verfahren der NBA im Jahr 2019 an fünfter Stelle von den Cleveland Cavaliers ausgewählt.

## High School und College
Darius Garland ist der Sohn des ehemaligen Basketballspielers Winston, der von 1987 bis 1995 in der NBA spielte. Mit dem Basketballsport begann er im Alter von fünf Jahren. In seiner Kindheit spielte er außerdem Baseball, konzentrierte sich aber bald vollends auf Basketball. Nachdem er die sechste Klasse beendet hatte, zog die Familie nach Brentwood, Tennessee, wo er dann die Brentwood Academy besuchte. An der High School entwickelte sich Garland zu einem der talentiertesten Point Guards des Landes und wurde dreimal in Folge zum Mr. Basketball des Staates Tennessee ausgezeichnet. Bereits am 13. November 2017 gab er bekannt, ab der Saison 2018/19 für die Commodores der Vanderbilt University spielen zu werden. In seiner Senior-Saison an der Brentwood Academy machte er durchschnittlich 27,6 Punkte, 5,0 Rebounds, 4,3 Assists und 1,7 Steals.
Bereits in seinem ersten Spiel für die Vanderbilt am 6. November 2018 erzielte er 24 Punkte. Dreizehn Tage später markierte er beim 79:70-Sieg gegen die Liberty University seinen Saisonbestwert mit 33 Punkten und brach dabei in seinem vierten Spiel fast den Rekord der Universität von 34 Punkten, der von Mike Rhodes im Jahr 1977 aufgestellt wurde. Im nächsten Spiel am 23. November verletzte er sich bei einem Korbleger schwer am Meniskus und fiel für die restliche Saison aus. Am 22. Januar 2019 wurde bekanntgegeben, dass Garland die Vanderbilt University verlässt, damit er sich nach Auskurierung seiner Verletzung für die NBA-Draft 2019 vorbereiten konnte. Die Cleveland Cavaliers sicherten sich die Rechte an dem Spielmacher an fünfter Stelle.

## Professionelle Karriere

### Cleveland Cavaliers (seit 2019)
Am 2. Juli 2022 hat Garland mehreren Quellen zufolge eine Vertragsverlängerung im Wert von 193 Millionen USD (bzw. 231 Millionen USD falls er in der Saison 2022/23 in eins der All-NBA Teams berufen bzw. zum MVP der Liga gewählt wird) bei den Cavaliers unterschrieben, den höchstdotierten in der Geschichte des Teams.

## Karriere-Statistiken

### NBA

#### Reguläre Saison
| Saison   | Team      | GP  | GS  | MPG  | FG % | 3P % | FT % | RPG | APG | SPG | BPG | PPG  |
| -------- | --------- | --- | --- | ---- | ---- | ---- | ---- | --- | --- | --- | --- | ---- |
| 2019–20  | Cleveland | 59  | 59  | 30.9 | .401 | .355 | .875 | 1.9 | 3.9 | 0.7 | 0.1 | 12.3 |
| 2020–21  | Cleveland | 54  | 50  | 33.1 | .451 | .395 | .848 | 3.4 | 6.1 | 1.2 | 0.1 | 17.4 |
| 2021–22  | Cleveland | 68  | 68  | 35.7 | .462 | .383 | .892 | 3.3 | 8.6 | 1.3 | 0.1 | 21.7 |
| 2022–23  | Cleveland | 69  | 69  | 35.5 | .462 | .410 | .863 | 2.7 | 7.8 | 1.2 | 0.1 | 21.6 |
| 2023–24  | Cleveland | 57  | 57  | 33.4 | .446 | .371 | .834 | 2.7 | 6.5 | 1.3 | 0.1 | 18.0 |
| Gesamt   | Gesamt    | 307 | 303 | 33.9 | .448 | .384 | .864 | 2.6 | 6.7 | 1.2 | 0.1 | 18.4 |
| All-Star | All-Star  | 1   | 0   | 24.0 | .417 | .429 | –    | 1.0 | 3.0 | 2.0 | 0.0 | 13.0 |

#### Play-offs
| Saison  | Team      | GP | GS | MPG  | FG % | 3P % | FT % | RPG | APG | SPG | BPG | PPG  |
| ------- | --------- | -- | -- | ---- | ---- | ---- | ---- | --- | --- | --- | --- | ---- |
| 2022–23 | Cleveland | 5  | 5  | 37.7 | .438 | .387 | .840 | 1.8 | 5.0 | 1.6 | 0.2 | 20.6 |
| 2023–24 | Cleveland | 12 | 12 | 36.0 | .427 | .352 | .810 | 3.6 | 5.8 | 1.1 | 0.2 | 15.7 |
| Gesamt  | Gesamt    | 17 | 17 | 36.5 | .430 | .363 | .826 | 3.1 | 5.5 | 1.2 | 0.2 | 17.1 |

## Erfolge und Auszeichnungen
- 2× NBA All-Star: 2022, 2025